# Pont Garibaldi (Vérone)
Le pont Garibaldi est un pont situé dans la ville de Vérone et qui traverse le fleuve Adige .

## Histoire
Le pont a été construit par une entreprise vénitienne sur la concession de la municipalité de Vérone. Il a été achevé le 16 août 1864 et a été baptisé du nom de Giuseppe Garibaldi en 1867, alors que Vérone était déjà devenue italienne. Le pont faisait 75 mètres de long et 9 mètres de large, avec trois arches sur des piliers de fer. Le lieu a été choisi pour faciliter la communication avec la Piazza Erbe et le centre historique. Dans les travaux ont été trouvés entre autres les restes d'un ancien pont, probablement romain.
Le pont fut par la suite détruit et un ferry reliant les deux côtés prit sa place. Un autre pont a ensuite été construit au même endroit par une société anglaise, qui a perçu un droit de péage de 2 cents la lire par personne jusqu'en 1913. Nombreuses rues et lieux apparus après la construction du pont portent des noms liés aux entreprises et aux héros de l'époque garibaldienne.
Démoli en 1934, le pont a été reconstruit l'année suivante en béton armé sur des piliers en pierre, le précédent étant insuffisant pour la ville. Pour améliorer la décoration du pont on a été placées quatre statues en tuf, par le sculpteur Ruperto Banterle, représentant le Condottiero, le Nocchiero, le Madre et l'Agriculture. Les statues ont été reconstruites en 1939 car le matériau extrêmement mou et friable se détériorait visiblement. Dans la nuit du 25 avril 1945, des soldats allemands en retraite ont fait sauter le pont et sa reconstruction a été confiée à une compagnie milanaise. Il a été rouvert au passage en août 1947.

## Structure
Le pont actuel mesure 75 mètres de long et 11 mètres de large, a trois arches et a été construit en béton armé .